# Wilhelm Amandus Auberlen
Wilhelm Amandus Auberlen (Fellbach, Baden-Württemberg, 24 d'octubre de 1798 - idm. 29 de setembre de 1874) va ser professor, músic i compositor, i el representant de la tercera generació de músics Auberlen, a la ciutat de Fellbach. Doncs era fill de Nikolaus Ferdinand Auberlen (175-1728) i Georg Daniel Auberlen (1728-1784), li era besoncle, i d'altres parents també músics com Samuel Gottlob Auberlen (1758-1829), etc.
Wilhelm Auberlen Amandus va néixer com el quart i últim fill del mestre Nikolaus Ferdinand Auberlen. Com el millor estudiant atorgat en diverses primeres ocasions, es va establir en 1815 al servei del seu pare en l'escola que aquest dirigia, com a segon provisor i el 1818 primera provisor.
De 1819-1821 va assistir al seminari a Esslingen am Neckar per a, després de set anys, entrar a treballar com a administrador temporal del seu pare, llavors malalt a Fellbach, fins que al juny de 1828 el va escollir la comunitat per tenir èxit. Auberlen va ser un mestre professionalment i metòdicament educat a fons que constantment va treballar en la seva pròpia formació. Va encoratjar-lo el fet que va ser a través de l'escola primària Lektüre der Volksschule des Esslinger Seminardirektors Denzel, un gran entusiasta de Johann Heinrich Pestalozzi.
A causa de la bona condició de la seva escola, Auberlen va rebre el 1835, 1837 i 1847 condecoracions i bonificacions. L'esquema per a la creació d'una escola de formació professional, que ja havia presentat en 1835 la junta escolar fou, fins 1851, es van adonar que una marca comercial Sunday, i l'escola es va establir a Fellbach. Auberlens dirigí una escola agrícola, nocturna 1858 va transformar l'establiment en una societat de la Weingärtner a Fellbach.
Però el seu interès principal era la música, especialment la música d'església. Era un excel·lent organista. Va posar especial èmfasi en les veus, i amplifica i promoure el seu ús didàctic. Però fora de l'escola, en la família i amb amics, era un munt de cant, interpretaven algunes cantates, motets, himnes, cançons que ell mateix havia compost. 1838 Auberlen va fundar un cor masculí, que existeix encara en l'actualitat. Quan 1867 el municipi va celebrar el seu 50 aniversari en l'ofici, va ser recompensat per l'alcalde i concedit pel rei de Württemberg amb la Medalla al Mèrit Civil d'or.
En els anys següents Wilhelm estava malalt, pel que en 1873 es va retirar de la professió docent. Més recentment, va viure a Lindenstraße núm. 18 fins a la seva mort l'any següent. A l'antic cementiri va ser enterrat a la tomba familiar, que és encara avui es mantingut per la ciutat de Fellbach. El Auberlen-Realschule (Escola Reial Auberlen) i una carretera a Fellbach porten el seu nom. La història i el significat de la família Auberlen es documenten amb una exposició permanent al Museu de la Ciutat de Fellbach.

## Fills
- Karl August Auberlen (1824-1864), teòleg.
- Fernando Wilhelm Auberlen (* 1826), empresari i industrial.
- Wilhelm Auberlen, comissari de guerra.
- Adolf Auberlen, pastor protestant.
- Clara Anna Auberlen

## Publicacions
- 48 zwei-, drei- und vierstimmige Gesänge für Volksschulen, in der Tonzifferschrift eines württembergischen Vereins und im Auftrag desselben hrsg. von W. A. Auberlen, 1840.